# بوجلود
بوجلود أو بيلماون (بالأمازيغية ⴱⵉⵍⵎⴰⵡⵏ) هو مهرجان فلكلوري تراثي مغربي أمازيغي، تم ربطه بمناسبة عيد الأضحى رغم أنه لاعلاقة بينهما ويقام في منطقة سوس. إذ يقوم شخص أو مجموعة بإرتداء جلود الأضاحي خاصة جلود الماعز التي تُذبَحُ في العيد(الصورة).

## أصل التسمية
من الجلد: وهو ما يغطي اللحم عند الإنسان وكذا الحيوان.
و بوجلود: تعني صاحب الجلود صاحب الجلود، نسبة إلى الجلود التي يرتديها.

## الفعاليات
يقوم هذا الفن على التنكر باستخدام جلود الحيوانات خصوصاً الأكباش والماعز عقب عيد الاضحى ويسمى «هرمة» احالة على الشيخ الهرم «بو يلماون» بالأمازيغية المغربية بشماله وهو عبارة عن احتفال تنكري يقام في اليوم الثاني الموالي لعيد الاضحى حيث يرتدي أحدهم جلد الاضحية يرافقه عازفون يتجولون في المداشر حيث يقدمون فرجات ويتلقون مقابلها هدايا مادية وعينية بيضاً ودجاجاً.[بحاجة لمصدر]

## وقت تنظيمه
يبدأ الاحتفال بكرنفال بوجلود غالباً في اليوم الثاني من أيام عيد الأضحى، حيث يرتدي الشباب جلود الأغنام والماعز ويضعون أقنعة على وجوههم ويقومون بالرقص ويتجولون في الأزقة وفي أيديهم يحملون قوائم الأضاحي التي يطاردون بها من يصادفونهم في الطريق ويضربونهم بضربة خفيفة والهدف منها نشر الفرحة والضحك. وقال المدير العام لتجلي لهذا الاحتفال ببلدية إنزكان سنة 2015 إلى شبكة الجزيرة الإعلامية إن المهرجان كان قد أصبح «فضاءً للترويح عن النفس والخروج عن المألوف وكسر التابوهات وإنتاج التصورات في شكل هزلي عن الأنا والآخر (إنساناً كان أو حيواناً).»

## معرض الصور

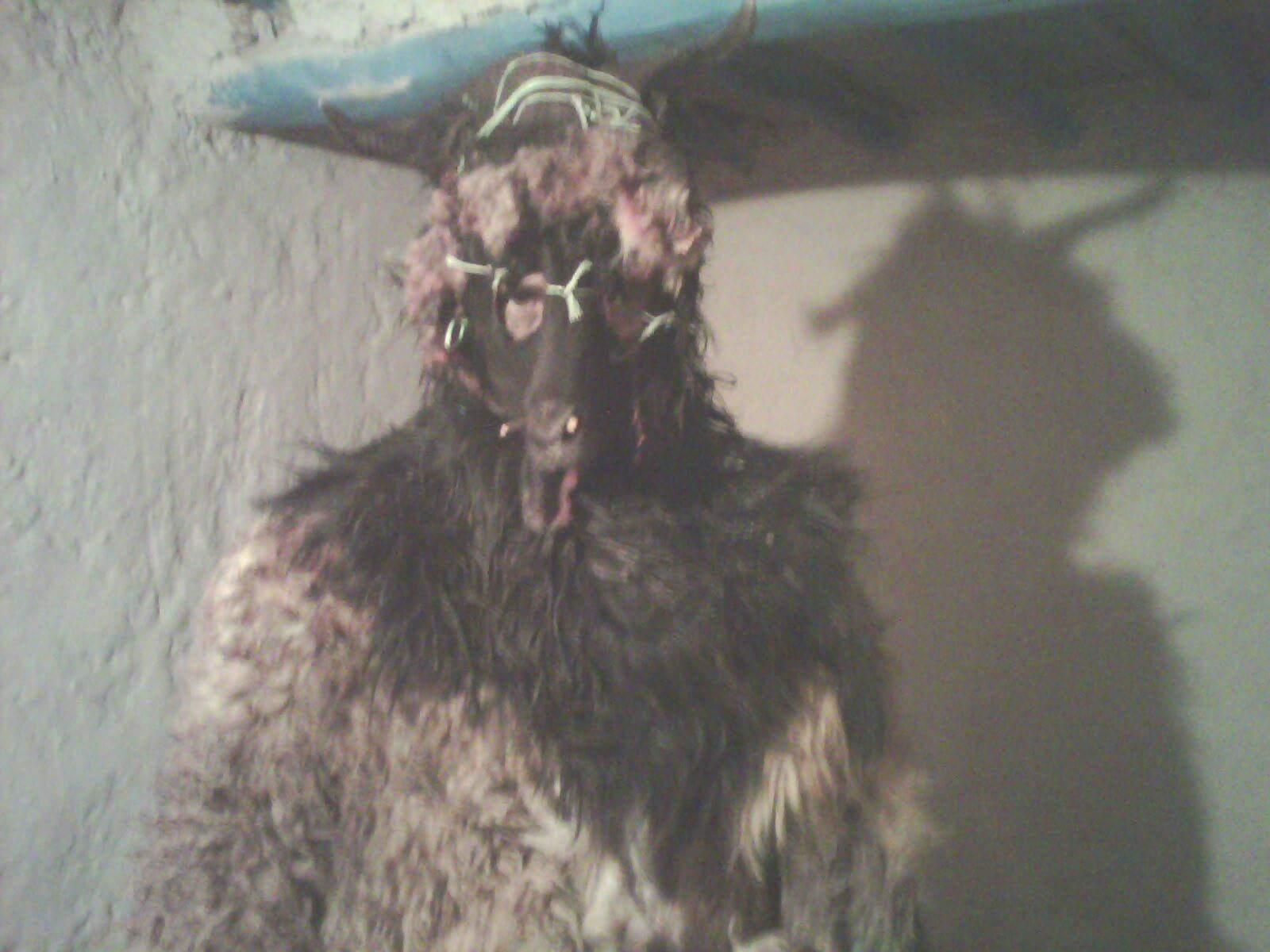
بوجلود من المغرب 10 نوفمبر 2011
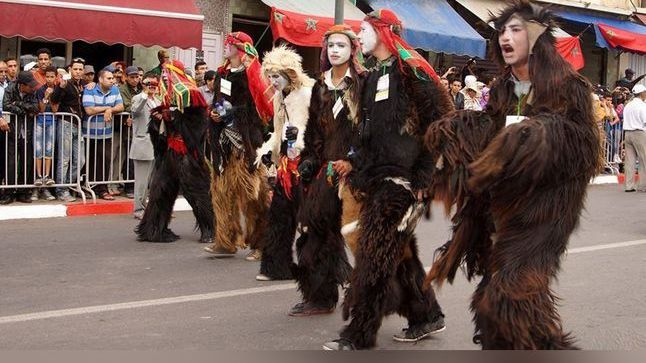
مسيرة في الشارع بمدينة أكادير